# Вале дел'Олмо (Потенца)
Вале дел'Олмо (итал. Valle dell'Olmo) је насеље у Италији у округу Потенца, региону Базиликата.
Према процени из 2011. у насељу је живело 30 становника. Насеље се налази на надморској висини од 667 м.